# Kategorischer Imperativ
Der kategorische Imperativ ist für Immanuel Kant das grundlegende Prinzip moralischen Handelns: Um zu entscheiden, ob eine Handlung moralisch sei, soll geprüft werden, ob sie einer Maxime folgt, deren Gültigkeit für alle, jederzeit und ohne Ausnahme akzeptabel und logisch wäre, und ob alle betroffenen Personen nicht als bloßes Mittel zu einem anderen Zweck behandelt werden, sondern auch als Zweck an sich. Der kategorische Imperativ wird als Bestimmung des guten Willens von Kant in der Grundlegung zur Metaphysik der Sitten vorgestellt und in der Kritik der praktischen Vernunft ausführlich entwickelt. Er lautet in einer seiner Grundformen: „Handle nur nach derjenigen Maxime, durch die du zugleich wollen kannst, dass sie ein allgemeines Gesetz werde.“ Auf unmittelbare Kritik reagierte Kant mit einem Anwendungsbeispiel in dem Aufsatz Über ein vermeintes Recht, aus Menschenliebe zu lügen.
Kant beansprucht, dass „der bloße Begriff eines kategorischen Imperativs auch die Formel desselben an die Hand gebe“ (Immanuel Kant: AA IV, 420). Damit meint er, dass sich aus der bloßen Bestimmung des „kategorischen Imperativs“, was in der Terminologie „unbedingtes Gebot“ bedeutet, der Inhalt dieses Gebotes zumindest der Form nach ermitteln lässt. Diese Form ist diejenige der Allgemeinheit. Da es sich um ein unbedingtes Gebot handelt, muss es etwas sein, das dem Willen eines jeden „endlichen Vernunftwesens“ – und damit auch jedem Menschen – als Forderung gegenübertritt (Gebot), deren Geltung nicht abhängig von besonderen Bestimmungen dieses Wesens und seines Willens (wie Neigungen oder akute Bedürfnisse) oder der Umstände ist.

„… da der Imperativ außer dem Gesetze nur die Notwendigkeit der Maxime enthält, diesem Gesetze gemäß zu sein, das Gesetz aber keine Bedingung enthält, auf die es eingeschränkt war, so bleibt nichts als die Allgemeinheit eines Gesetzes überhaupt übrig, welchem die Maxime der Handlung gemäß sein soll, und welche Gemäßheit allein der Imperativ eigentlich als notwendig vorstellt.“

Der kategorische Imperativ gilt für endliche Vernunftwesen per se und ist daher auch insofern allgemein. Daher nimmt er auch alle Menschen unter allen Bedingungen in die Pflicht, bzw. er beschreibt die universelle Form der Pflicht überhaupt. Dies wird unter anderem in der folgenden Formulierung des kategorischen Imperativs („Gesetzesformel“) deutlich:

„Handle nur nach derjenigen Maxime, durch die du zugleich wollen kannst, dass sie ein allgemeines Gesetz werde.“

Im Gegensatz zum Regel-Utilitarismus, bei dem Handlungsregeln nur nach dem Nutzen bewertet werden, den sie hervorbringen, und im Gegensatz zum Handlungs-Konsequentialismus, der Handlungen nur nach ihren Folgen bewertet, ist der kategorische Imperativ deontologisch, d. h. er bezieht sich auf den Begriff der Pflicht. Es wird eben nicht bewertet, was die Handlung bewirkt, sondern wie die Absicht beschaffen ist. Wenn der Wille gut ist, dann ist auch die Handlung moralisch gerechtfertigt. Der Wille zum Guten allein ist das, was moralisch gut ist:

„Es ist überall nichts in der Welt, ja überhaupt auch außer derselben zu denken möglich, was ohne Einschränkung für gut gehalten werden könne, als allein ein guter Wille.“

## Formeln
Im zweiten Abschnitt der Grundlegung werden unterschiedliche Formulierungen, die „Formeln“ des kategorischen Imperativs entwickelt. Die genaue Formulierung ist jeweils verschieden, zudem kommen in der Kritik der praktischen Vernunft weitere Formulierungen hinzu. Man sortiert diese Formulierungen üblicherweise wie folgt:
| Universalisierungsformel | Selbstzweckformel |
| --- | --- |
| - „Handle nur nach derjenigen Maxime, durch die du zugleich wollen kannst, daß sie ein allgemeines Gesetz werde.“ (Immanuel Kant: AA IV, 421) - „Handle nach der Maxime, die sich selbst zugleich zum allgemeinen Gesetze machen kann.“ (Immanuel Kant: AA IV, 436) - „Handle so, daß die Maxime deines Willens jederzeit zugleich als Prinzip einer allgemeinen Gesetzgebung gelten könne.“ (Immanuel Kant: AA V, 30) - „[Handle so], daß der Wille durch seine Maxime sich selbst zugleich als allgemein gesetzgebend betrachten könne.“ (Immanuel Kant: AA IV, 434) | - „Handle so, dass du die Menschheit sowohl in deiner Person, als in der Person eines jeden anderen jederzeit zugleich als Zweck, niemals bloß als Mittel brauchst.“ (Immanuel Kant: AA IV, 429) - „Denn vernünftige Wesen stehen alle unter dem Gesetz, dass jedes derselben sich selbst und alle andere niemals bloß als Mittel, sondern jederzeit zugleich als Zweck an sich selbst behandeln solle.“ (Immanuel Kant: AA IV, 433) |
| Naturgesetzformel | Reich-der-Zwecke-Formel |
| - „Handle so, als ob die Maxime deiner Handlung durch deinen Willen zum allgemeinen Naturgesetze werden sollte.“ (Immanuel Kant: AA IV, 421) - „Handle nach Maximen, die sich selbst zugleich als allgemeine Naturgesetze zum Gegenstande haben können.“ (Immanuel Kant: AA IV, 437) | - „Demnach muß ein jedes vernünftige Wesen so handeln, als ob es durch seine Maximen jederzeit ein gesetzgebendes Glied im allgemeinen Reiche der Zwecke wäre.“ (Immanuel Kant: AA IV, 438) |

Die Universalisierungsformel erläutert Kant unter anderem so: „Autonomie, d. i. die Tauglichkeit der Maxime eines jeden guten Willens, sich selbst zum allgemeinen Gesetze zu machen, ist selbst das alleinige Gesetz, das sich der Wille eines jeden vernünftigen Wesens selbst auferlegt“ (Immanuel Kant: AA IV, 444). Der Zusammenhang zwischen den Formeln, ob einige oder alle als verschiedene Entwicklungen desselben Gedankens sind oder sie im Denken Kants jeweils leicht veränderte Standpunkte zum Ausdruck bringen, ist nicht abschließend geklärt. Diese Frage ist ein in der Kantliteratur häufig diskutiertes Problem.

## Vorausgesetzte Begriffe Kants

### Pflichtbegriff
Kant definiert den Begriff der Pflicht folgendermaßen: „Pflicht ist die Notwendigkeit einer Handlung aus Achtung fürs Gesetz“ (Immanuel Kant: AA IV, 400). Die Vernunft ermöglicht uns, das Sittengesetz zu erkennen. Eine Handlung aus Pflicht ist also eine Handlung aus Achtung für das Gesetz. Pflicht soll das Motiv für das Handeln sein, nicht Freude, Abwendung von Übel oder Ähnliches. Wem das Gewissen gebietet, auf eine bestimmte Weise zu handeln, der hat auch die Pflicht, so zu handeln. Dabei ist es wichtig zu beachten, dass der Mensch nicht nur pflichtgemäß (nach Pflicht), sondern durch die Achtung vor dem Gesetz motiviert (aus Pflicht) handeln soll. Jede Handlung aus Pflicht ist pflichtgemäß, aber nicht jede pflichtgemäße Handlung erfolgt aus Pflicht. Eine lediglich pflichtgemäße Handlung, die nicht aus Achtung vor dem Gesetz, sondern aus Neigung oder aus rationalem Kalkül geschieht, hat keinen positiven moralischen Wert. Obwohl sich die sichtbare Handlung aus Pflicht von der nur pflichtgemäßen nicht unterscheidet, ist es der Beweggrund, der den moralischen Wert ausmacht.

### Kategorischer Imperativ, Maxime
Kant ist der Meinung, dass der gute Wille das einzig absolut Gute ist. Begabung, Charakter oder günstige Umstände können auch zu schlechten Zwecken verwendet werden, aber der gute Wille ist an sich positiv zu bewerten und daher das höchste Gut. Die Konstruktion eines Ideals des guten Willens ist Voraussetzung für seine Ethik. Sein Ausgangspunkt ist, dass eine Handlung durch praktische Vernunft bedingt sei. Weiter seien die Faktoren, welche das Handeln bedingen, keine Naturgesetze, sondern praktische (d. h. durch den Willen als möglich vorstellbare) Grundsätze:
- Maximen (subjektive Grundsätze): selbstgesetzte Handlungsregeln, die ein Wollen ausdrücken
- Imperative (objektive Grundsätze): durch praktische Vernunft bestimmt; Ratschläge, moralisch relevante Grundsätze („das Gesetz aber ist das objektive Prinzip, gültig für jedes vernünftige Wesen, und der Grundsatz, nach dem es handeln soll, d. i. ein Imperativ.“)

Bei Kant gibt es noch weitere Imperative, die aber nicht kategorisch sind, die so genannten hypothetischen Imperative. Diese funktionieren nach dem Prinzip: „wer den Zweck will, der will auch das zugehörige Mittel, diesen Zweck zu erreichen“. Hypothetische Imperative können allerdings seiner Meinung nach nicht als Grundlage einer moralischen Handlung dienen. Der hypothetische Imperativ verfolgt einen bestimmten Zweck und stellt eine Mittel-Zweck-Relation her. Ein hypothetischer Imperativ ist demnach lediglich eine Vorschrift, in der ein Ziel und die dazu notwendigen Mittel bestimmt werden. Darum gilt er auch nur bezogen auf das bestimmte Ziel, nicht immer und überall und für jeden („Lerne, damit du später einen Arbeitsplatz bekommst!“), also nicht kategorisch. Damit kann der hypothetisch gebietende Imperativ nicht als allgemeines Gesetz angenommen werden, da bei diesen Imperativen der Wille nicht sich selbst eine Pflicht auferlegt, sondern bezogen auf Externa Mittel zu einem Zweck verfolgt. Weil man nicht wissen kann, ob man sich die angestrebten Zwecke selbst gesetzt hat, oder ob sie von außen auferlegt wurden, kann der Wille, der nach hypothetischen Imperativen bestimmt ist, nicht frei sein. Weil er nicht frei sein kann, kann daraus kein moralischer Wert erwachsen.
Im Gegensatz dazu unterwirft der kategorische Imperativ das Handeln formal einem allgemein gültigen Gesetz, ohne Rücksicht auf einen bestimmten externen Zweck. Es gibt, laut Kant, nur einen einzigen kategorischen Imperativ, nach dem man handeln soll, den bekannten Imperativ: „Handle nur nach derjenigen Maxime, von der du wollen kannst, dass sie ein allgemeines Gesetz werde!“. „Du sollst lernen!“ ist kein kategorischer Imperativ, weil die mögliche Absicht (das, was durch das Lernen erreicht werden soll) nicht bei jedem Menschen vorauszusetzen ist und weil man sich die Pflicht des Lernens nicht selbst auferlegt hat (sondern die Strukturen, die vermitteln, dass man ohne Lernen keinen Arbeitsplatz bekommt). Also ist „Du sollst lernen!“ nur ein hypothetischer Imperativ, auch wenn er, der äußeren Form nach, wie ein kategorischer aussieht – er hat keinen moralischen Wert und die darauf folgende Handlung ist moral-neutral.

### Endliches Vernunftwesen
Der Inhalt des kategorischen Imperativs (als Grundprinzip der Moral) lässt sich, laut Kant, allein aus der Vernunft herleiten. Der Mensch ist zwar vernunftbegabt, aber nicht allein durch Vernunft motiviert. Diese Möglichkeit der Zuwiderhandlung gegen die Vernunft macht das objektive moralische Prinzip zu einem kategorischen Imperativ, also zu einem allgemein gültigen Prinzip der Sittlichkeit.
Die Vernunft ist nicht gebunden an körperliche oder geistige Unterschiede, die zwischen den Menschen (oder zu irgendwelchen anderen vernunftbegabten Wesen) bestehen. Obschon Kant nicht behauptet, dass es außer den Menschen noch andere vernunftbegabte Wesen gäbe, ließen sich doch rein vernunftgeleitete Wesen vorstellen (wobei der Mensch ein solches gerade nicht ist, da er auch durch Neigungen und dergleichen geleitet ist).
Da der Inhalt des kategorischen Imperativs (das objektive moralische Prinzip) sich aus der Vernunft ergibt, würden rein vernunftgeleitete Wesen sozusagen automatisch danach handeln, weshalb das Prinzip des Kategorischen Imperatives für solche Wesen keine Vorschrift, also kein Imperativ sein könnte.

„Alle Imperative werden durch ein Sollen ausgedrückt und zeigen dadurch das Verhältnis eines objektiven Gesetzes der Vernunft zu einem Willen an, der seiner subjektiven Beschaffenheit nach dadurch nicht notwendig bestimmt wird (eine Nötigung).“

Durch seine Vernunft ist der Mensch autonom, also hier: selbstgesetzgebend, wobei er sich aus Vernunft der „Nötigung“ (s. o.) des kategorischen Imperativs unterwirft. Durch diese Autonomie besitzt der Mensch Würde und ist Zweck an sich.

### Menschlicher Wille
Nach Kant ist der Mensch ein vernünftiges Wesen und steht dementsprechend immer schon unter einem allgemeinen Gesetz. Die Frage ist jedoch, warum der Mensch sich dennoch nicht den Vorgaben des Gesetzes gemäß verhält, sondern vielmehr pflicht- und vernunftwidrig.
Die Antwort hierauf ergibt sich aus der spezifischen Konstitution des menschlichen Willens. Dieser wird von Kant als „das Vermögen, nach der Vorstellung der Gesetze, das ist nach Prinzipien zu handeln“ (Immanuel Kant: AA IV, 412) definiert. Hätte die Vernunft das Vermögen, den Willen vollständig zu bestimmen, das heißt wäre sie alleiniger Ursprung der Prinzipien, nach welchen sich der Wille bestimmt, wie es für reine Vernunftwesen gilt, so wäre das von der Vernunft objektiv (für alle vernünftigen Wesen notwendige) für moralisch gut Erkannte auch das, was jedes Vernunftwesen subjektiv für sich als moralisch gut erkennen und auch wollen würde. Der Mensch jedoch schöpft die Bestimmungsprinzipien seines Willens nicht allein aus Vernunft, er ist kein rein vernünftiges Wesen, sondern ein teilvernünftiges, ein mit einem sinnlich-affizierten Willen ausgestattetes partielles Vernunftwesen. Das, was außer der Vernunft noch seinen Willen bestimmt, sind nach Kant die Neigungen, Komponenten unserer sinnlichen Veranlagung, die auf dem „Gefühl der Lust und Unlust beruhen“ (Immanuel Kant: AA IV, 427).
Aus dieser Diskrepanz zwischen subjektivem Wollen und objektivem Vernunftgesetz wird der Mensch zum Adressaten einer Nötigung, durch welche die Anerkennung und Beachtung der absoluten Verbindlichkeit objektiver Vernunftprinzipien und deren Priorität vor allen neigungsabhängigen Bestimmungen vom Subjekt eingefordert wird. Das, worin die Nötigung zum Ausdruck kommt, quasi ihr Transportmittel, ist der Imperativ. Imperative drücken immer ein Sollen aus und bringen appellativ zum Ausdruck, „daß etwas zu thun oder zu unterlassen gut sein würde“ (Immanuel Kant: AA IV, 413).
Der kategorische Imperativ verlangt, ihn immer auch als solchen zu behandeln, vgl. dazu die ‚Zweck-an-sich-Formel‘.

## Interpretation und Anwendung
Der kategorische Imperativ ist nach Kant keine inhaltliche Norm, die Handlungen vorgibt, sondern ein Kriterium zur Prüfung von Handlungen – und der Normen selbst – auf ihren ethischen Wert. Wer wissen will, ob eine Handlung moralisch richtig ist, muss die jeweilige Handlungsbeschreibung generalisieren. Durch Abstraktion von der Individualität der involvierten Personen entsteht daraus eine allgemeine Regel oder Maxime. Eine Handlung kann nur dann als ethisch wertvoll verstanden werden, wenn sich aus dieser Regel in dreierlei Hinsicht keine Widersprüchlichkeiten ergeben:
1. keine inhaltliche Widersprüchlichkeit (logische Widerspruchsfreiheit)
2. keine Widersprüchlichkeit zur Bestimmung des guten Willens (d. h. Handlungen unter dieser Maxime könnten unter den Begriff einer Handlung aus gutem Willen fallen)
3. keine Widersprüchlichkeit der Maxime zur Bestimmung als unbedingtes Gebot (also als ein kategorischer Imperativ, d. h. eine unbedingte Anweisung an den eigenen Willen, der dieser auch grundsätzlich (ceteris paribus) folgen könnte).

Die genaue Form der Widersprüchlichkeit, die Kant meinte, ist jedoch umstritten. Christoph Horn, Corinna Mieth und Nico Scarano stellen in einem Kommentar zur Grundlegung zur Metaphysik der Sitten folgende fünf Interpretationen vor
Logische Interpretation
- Die streng logische bzw. begriffsanalytische Interpretation: Eine Maxime ist genau dann verboten, wenn sie in sich selbst zu einem Widerspruch führt. So darf ein Versprechen nicht in der Absicht, es zu brechen, gegeben werden, weil in dem Begriff des Versprechens bereits die Absicht, es zu halten, impliziert ist.
- Die allgemeine logische Interpretation: Eine Maxime ist genau dann verboten, wenn sie in einer Welt, in der die Maxime allgemein befolgt würde, ihren Zweck nicht mehr erfüllen würde. Ein falsches Versprechen wäre also verboten, weil niemand mehr einem Versprechen glauben würde, wenn jeder falsche Versprechen gäbe, es also dann keinen Sinn mehr hätte, überhaupt ein Versprechen zu geben.

Transzendentalpragmatische Interpretation
Eine Maxime ist genau dann verboten, wenn sie selbst oder ihre Verallgemeinerung zu den notwendigen Voraussetzungen ihrer Aufstellung widersprüchlich ist. Es wäre zum Beispiel verboten, zu stehlen, um Eigentum zu erlangen, weil das allgemeine Anerkennen und Respektieren meines Eigentums Voraussetzung zur Aufstellung der Maxime ist. Verallgemeinert, also wenn jeder so handeln würde, würde aber genau diese Voraussetzung nicht mehr zutreffen.
Konsequentialistische Interpretation
Eine Maxime ist genau dann verboten, wenn ich die empirischen Folgen, die sie als allgemeine Praxis hätte, nicht wollen kann. Ein Verbot des falschen Versprechens wäre also deshalb gegeben, weil ich in einer Welt, in der das allgemeine Praxis wäre, niemandem mehr trauen könnte.
Teleologische Interpretation
Eine Maxime ist genau dann verboten, wenn sie zu den in der Natur (des Menschen) enthaltenen Zwecken widersprüchlich ist. Beispielsweise darf man sich nicht im Sinne von Leidvermeidung aus Selbstliebe umbringen, da mir die Selbstliebe ebenso gebietet, mein Leben zu erhalten.
Die rational-agency-Interpretation
Nach diesem Ansatz ist die rationale Handlungsfähigkeit bzw. der gute, d. h. durch Vernunft bestimmte, Wille das höchste und einzige moralische Gut der kantischen Ethik. Maximen, die im Widerspruch zu diesem Gut stehen, sind unmoralisch. Es wäre nach diesem Ansatz beispielsweise verboten, einem Notleidenden nicht zu helfen, da „notleidend“ nichts anderes heißt als aus eigener Kraft über keine vernünftige (= die Situation verbessernde) Handlungsalternative zu verfügen. Es ist also geboten, dem Notleidenden zu helfen, um seine vernünftige Handlungsfähigkeit zu gewährleisten.
Jede einzelne dieser Interpretationen ist nicht unproblematisch, da sie nicht ohne weiteres mit Kants Beispielen zur Anwendung des kategorischen Imperativs vereinbar sind. Umstritten ist auch, ob und wie aus dem kategorischen Imperativ nicht nur Verbote (Unterlassensanweisungen), sondern auch positive Gebote herzuleiten sind. Die bloße Vermeidung des Widerspruchs zum Kategorischen Imperativ scheint nämlich auch auf moralisch indifferente Handlungen zuzutreffen. Üblicherweise wird (in Analogie zu Kants Bestimmung transzendentaler Wahrheit) vorgeschlagen, dass eine Handlung bzw. Maxime geboten ist, wenn ihr Gegenteil widersprüchlich ist. Wie genau das Gegenteil der Maxime zu bestimmen ist, ob etwa eine konträre oder eine komplementäre Negation gemeint ist (s. a. logisches Quadrat), ist ebenfalls umstritten.

## Verhältnis zur Goldenen Regel
Der kategorische Imperativ wird häufig mit „Was du nicht willst, das man dir tu’, das füg auch keinem anderen zu“ verwechselt. Diese Goldene Regel ist nicht mit Kants philosophischer Konstruktion des kategorischen Imperativs gleichzusetzen. Diese Regel ist ein hypothetischer Imperativ, weil sie einen Zweck verfolgt: die Vermeidung von Dingen, „die man nicht will“. Ebenso träfe hier das Kriterium der Verallgemeinerbarkeit nur auf die Handlungen zu, hingegen aber nicht auf die Maximen wie beim kategorischen Imperativ. Kant wandte sich daher gegen eine allgemeine Gültigkeit dieser Verhaltensregel:

„Man denke ja nicht, daß hier das triviale: quod tibi non vis fieri [was du nicht willst, das dir geschehe …] etc. zur Richtschnur oder Princip dienen könne. Denn es ist, obzwar mit verschiedenen Einschränkungen, nur aus jenem abgeleitet; es kann kein allgemeines Gesetz sein, denn es enthält nicht den Grund der Pflichten gegen sich selbst, nicht der Liebespflichten gegen andere (denn mancher würde es gerne eingehen, daß andere ihm nicht wohlthun sollen, wenn er es nur überhoben sein dürfte, ihnen Wohltat zu erzeigen), endlich nicht der schuldigen Pflichten gegen einander, denn der Verbrecher würde aus diesem Grunde gegen seine strafenden Richter argumentieren, usw.“

## Rezeption und Kritik

### Hegel
Die lange Zeit klassische Kritik an Kants Einsetzung des Kategorischen Imperatives als ethischem Prinzip erfolgte durch Georg Wilhelm Friedrich Hegel. Hegel warf Kant vor, dass der Kategorische Imperativ ein rein formales Prinzip der Handlungsbeurteilung sei, sodass beliebige materiale Normen damit gerechtfertigt werden können. Weil die Vernunft mit dem Kategorischen Imperativ nur ihre Selbstgewissheit zum Kriterium der Moralität machen könne, ließen sich beliebige Willensbestimmungen als moralisch beurteilen, solange diese mit der Vernunft selbst verträglich erscheinen. Angewendet auf die Praxis produziere der Kategorische Imperativ nur „Tautologien“. Die Prüfung mit dem Kategorischen Imperativ reiche „aus diesem Grunde nicht weit; eben indem der Maßstab die Tautologie und gleichgültig gegen den Inhalt ist, nimmt er ebensogut diesen als den entgegengesetzten in sich auf“.
So könne z. B. sowohl die Existenz als auch die Nicht-Existenz des Privateigentums mit dem Kategorischen Imperativ widerspruchsfrei begründet werden; dies sei abhängig vom jeweiligen Interesse des Einzelnen:

„Das Eigentum, wenn Eigentum ist, muß Eigentum sein. Aber ist die entgegengesetzte Bestimmtheit, Negation des Eigentums gesetzt, so ergibt sich durch die Gesetzgebung ebenderselben praktischen Vernunft die Tautologie: das Nichteigentum ist Nichteigentum; wenn kein Eigentum ist, so muß das, was Eigentum sein will, aufgehoben werden. Aber es ist gerade das Interesse, zu erweisen, daß Eigentum sein müsse.“

Die Frage aber, „soll es an und für sich Gesetz sein, daß Eigentum sei“, könne mit dem Kategorischen Imperativ nicht beantwortet werden: „Das Eigentum an und für sich widerspricht sich nicht; es ist eine isolierte oder nur sich selbst gleich gesetzte Bestimmtheit. Nichteigentum, Herrenlosigkeit der Dinge oder Gütergemeinschaft widerspricht sich gerade ebensowenig“.
Hegel geht in den Grundlinien der Philosophie des Rechts in seiner Kritik noch weiter und sieht in der im Kategorischen Imperativ zum Ausdruck kommenden „formellen Subjektivität“ der Vernunft die Gefahr, „ins Böse umzuschlagen; an der für sich seienden, für sich wissenden und beschließenden Gewißheit seiner selbst haben beide, die Moralität und das Böse, ihre gemeinschaftliche Wurzel“.

### Schopenhauer
Eine weitere scharfe Kritik am kategorischen Imperativ formulierte Arthur Schopenhauer in seiner Schrift Über die Grundlage der Moral. Schopenhauer wirft Kant vor, die Notwendigkeit moralischer Gesetze nicht ausreichend zu begründen und seine Ethik damit auf ein Fundament zu stellen, das selbst nicht ausreichend gerechtfertigt sei. Er sieht in der Kantischen Formulierung „du sollst“ den Überrest einer theologischen Moral (vor allem des Dekalogs), die sich auf eine höchste moralische Instanz beruft. Da eine solche Instanz durch den kategorischen Imperativ aber nicht vorausgesetzt werde, entbehre er einer Grundlage. Damit scheitert Kant in Schopenhauers Sicht daran, nicht ausreichend zwischen der Form einer Ethik und ihrer Begründung zu unterscheiden. Außerdem kritisiert er die Tatsache, dass der kategorische Imperativ sich nicht aus empirischen Erfahrungen ergebe, sondern nur aus Vernunft und Begriffen; Begriffe, die einer empirischen Grundlage entbehren, seien aber nicht tauglich zur Formulierung eines allgemeingültigen Gesetzes, das egoistische Bestrebungen ausschließen wolle.

### Georg Simmel
Georg Simmel kritisierte, dass der kategorische Imperativ einzelne Handlungen isoliert beurteilen würde, was der Individualität der einzelnen Handelnden nicht gerecht würde. Darin werde eine Nähe zum katholischen Prinzip deutlich, wonach der Sünder für eine einzelne Tat verurteilt werde. Das zeige sich bei Dante Alighieri. Auch sei der Vernunftbegriff Kants dem Leben entfremdet, die Vernunft sei nicht der alleinige "Ort des Sollens". Die ethische Bewertung von Handlungen, Entscheidungen, Verhaltensweisen sollte ihm zufolge im Kontext der subjektiven Umstände der Handelnden erfolgen.

### Karl Marx
Karl Marx deutet den Kategorischen Imperativ von einer individuellen Handlungsmaxime zu einem revolutionären Prinzip um. So endet für ihn die Kritik der Religion „mit der Lehre, daß der Mensch das höchste Wesen für den Menschen sei, also mit dem kategorischen Imperativ, alle Verhältnisse umzuwerfen, in denen der Mensch ein erniedrigtes, ein geknechtetes, ein verlassenes, ein verächtliches Wesen ist“. Diese negative Fassung ergänzt er durch die positive Forderung, für Verhältnisse einzutreten, „worin die freie Entwicklung eines jeden die Bedingung für die freie Entwicklung aller ist“.

### Theodor W. Adorno
Theodor W. Adorno hat in seiner Negativen Dialektik einen neuen kategorischen Imperativ formuliert. Im Gegensatz z. B. zu Kant oder Marx bezieht Adorno sich auf ein konkretes Ereignis, nämlich den Holocaust, der sich nicht wiederholen dürfe:

„Hitler hat den Menschen im Stande ihrer Unfreiheit einen neuen kategorischen Imperativ aufgezwungen: ihr Denken und Handeln so einzurichten, daß Auschwitz nicht sich wiederhole, nichts Ähnliches geschehe.“

### Jürgen Habermas
In der Diskursethik von Jürgen Habermas ist der „moralische[n] Gesichtspunkt (moral point of view)“ der Standpunkt, von dem aus moralische Fragen unparteilich beurteilt werden können. Dieser wird im praktischen und herrschaftsfreien Diskurs eingenommen als einer „kooperativen Wahrheitssuche“ von „freien und gleichen Teilnehmern“, bei der allein der „Zwang des besseren Arguments zum Zuge kommen darf“. Der praktische Diskurs dient der „konsensuellen Beilegung von Handlungskonflikten“. Er bestimmt sich nicht inhaltlich und erzeugt keine Normen, sondern „ist ein Verfahren […] zur Prüfung der Gültigkeit vorgeschlagener und hypothetisch erwogener Normen.“. Dabei folgt er dem Grundsatz der Universalisierung, dessen Prüfung mit einem umformulierten kategorischen Imperativ vorgenommen werden kann, der gerade nicht monologisch strukturiert ist:

„Der kategorische Imperativ bedarf einer Umformulierung in dem vorgeschlagenen Sinne: Statt allen anderen eine Maxime von der ich will, dass sie allgemeines Gesetz sei, als gültig vorzuschreiben, muss ich meine Maxime zum Zweck der diskursiven Prüfung ihres Universalitätsanspruchs allen anderen vorlegen. Das Gewicht verschiebt sich von dem, was jeder (einzelne) ohne Widerspruch als allgemeines Gesetz wollen kann, auf das, was alle in Übereinstimmung als universale Norm anerkennen wollen.“

### Hans Jonas
Hans Jonas formuliert in seinem Prinzip Verantwortung, in welchem er den Versuch einer Ethik für die technologische Zivilisation unternimmt, einen kategorischen Imperativ bezüglich der Verantwortung für zukünftige Generationen:

„‚Handle so, daß die Wirkungen deiner Handlung verträglich sind mit der Permanenz echten menschlichen Lebens auf Erden‘; oder negativ ausgedrückt: ‚Handle so, daß die Wirkungen deiner Handlung nicht zerstörerisch sind für die künftige Möglichkeit solchen Lebens‘; oder einfach: ‚Gefährde nicht die Bedingungen für den indefiniten Fortbestand der Menschheit auf Erden‘; oder wieder positiv gewendet: ‚Schließe in deine gegenwärtige Wahl die zukünftige Integrität des Menschen als Mit-Gegenstand deines Wollens ein.‘“

Jonas grenzt sich von Kant ab, denn sein kategorischer Imperativ zielt auf die Folgen der Handlung, ist also konsequentialistisch gedacht. Gleichwohl dient auch er der Universalisierung:

„Der neue Imperativ ruft eine andere Einstimmigkeit an: nicht die des Aktes mit sich selbst, sondern die seiner schließlichen Wirkungen mit dem Fortbestand menschlicher Aktivitäten in der Zukunft.“

### Marcus G. Singer
In Generalization in Ethics übt Marcus George Singer Kritik am Kategorischen Imperativ. Er akzeptiert Kants Unterscheidung zwischen moralischen Normen und Regeln der Klugheit bzw. Geschicklichkeit. Er gesteht Kant zu, dass moralische Normen nicht von den Absichten der handelnden Person abhängen. Sie gelten ohne irgendeine Bedingung dieser Art und sind somit kategorisch.
Für Singer geht Kant jedoch über diese Bestimmung hinaus, wenn er moralische Normen als kategorische Imperative bezeichnet. Nach Kant ist ein Imperativ dann „kategorisch“, wenn er „eine Handlung als für sich selbst, ohne Beziehung zu einem andern Zweck, als objektiv-notwendig“ hinstellt. Kategorischen Imperativen kommt eine „unbedingte und zwar objektive und mithin allgemein gültige Notwendigkeit“ zu. Sie betreffen „nicht die Materie der Handlung und das, was aus ihr folgen soll, sondern die Form“.
Dies kann man nun mit Kant so verstehen, dass die allgemeinen moralischen Normen wie „Lügen ist verboten“ oder „Geliehenes Geld soll man zurückzahlen“ unter keiner Bedingung eine Ausnahme zulassen. So dürfte man, nach Kant, einen möglichen Mörder auch dann nicht anlügen, wenn man dadurch das Leben unschuldiger Menschen retten könnte.
Kant begründet das damit, dass der Begriff der Wahrheit selbst absurd würde, wenn man das Lügen erlaubt. Wenn ich vorgebe, die Wahrheit zu sagen, es aber bewusst(!) nicht tue, dann führe ich den Begriff der Wahrheit ad absurdum. Schwierig wird es hier bei Pflichtenkollisionen: „Ich lüge nicht.“ und „Ich rette Menschenleben“ sind beides moralische Gesetze (also verallgemeinerbare Maximen, keine kategorischen Imperative (!)), nach denen gehandelt werden muss. Für welchen entscheidet man sich? Kant hat dazu leider keine Antwort. 
Dieser Rigorismus Kants, der sich auch an dessen Einstellung zur Strafe und speziell zur Todesstrafe zeigt, führt nach Singer zu moralisch fragwürdigen Entscheidungen.
Ihm zufolge ist der verfehlte kantsche Rigorismus aber keine notwendige Folge aus dem Kategorischen Imperativ. Wenn meine Handlungsmaxime ist, notfalls auch zu lügen, wenn ich dadurch die Ermordung Unschuldiger verhindern kann, so kann ich ohne Probleme wollen, dass diese Maxime zu einem allgemeinen Gesetz erhoben wird. Die Gefahr, dass durch diese Erlaubnis zum Lügen niemand mehr darauf vertrauen kann, dass ihn ein anderer nicht anlügt, ist hier nicht gegeben.

### Günther Patzig
Günther Patzig stimmt Singers nicht-rigoristischer Interpretation des Kategorischen Imperativs und insbesondere seiner Auflösung des Notlügenproblems ausdrücklich zu. Patzig bezeichnet das Prinzip des Kategorischen Imperativ als eine „Entdeckung“ auf dem Gebiet der praktischen Philosophie. Entscheidend sei, diese „Entdeckung“ von allen zeitgebundenen und subjektiven Einschränkungen zu befreien und ihr auf diese Weise die gebührende Bedeutung zukommen zu lassen. Als ein solches zeitbedingtes Element bezeichnet Patzig Kants moralischen Rigorismus.

### Norbert Hoerster
Norbert Hoerster formuliert in seinem Werk Ethik und Interesse folgende Kritik am kategorischen Imperativ, wobei er diesem aber durchaus eine „gewisse partielle Leistungsfähigkeit“ zubilligt:
- Erstens könne man – ohne in einen Widerspruch zu geraten – die Maxime eines einzelnen zu einem allgemeinen Gesetz erheben wollen, und dies wäre dennoch für die Mehrzahl der Menschen inakzeptabel. Als Beispiel führt er an, dass jemand Diebstahl aus dem Grunde begehe, weil er Privateigentum generell für schädlich halte und es abschaffen möchte. Die Hilfsannahme, dass Privateigentum nützlich sei, die diese Argumentation zu Fall bringen würde, lasse sich nicht aus dem kategorischen Imperativ herleiten.
- Zweitens könne man moralische Handlungen, z. B. „Reiche Menschen sollen arme unterstützen“, auch deshalb negieren, weil man dem daraus folgenden allgemeinen Gesetz „Wer in Not gerät, dem soll geholfen werden“ keine Bedeutung beimesse. Hieraus ergebe sich in letzter Konsequenz die bemerkenswerte Folgerung, dass ein allgemeines Fehlen von Altruismus von jemandem umso weniger wahrgenommen werde, je gesicherter dessen Verhältnisse seien, in denen er/sie lebe. Ja, jemand seinen Egoismus umso uneingeschränkter ausleben könne, je besser es ihm gehe.

Hoerster weist auch darauf hin, dass nicht klar sei, warum überhaupt jemand den kategorischen Imperativ als legitimes Verfahren zur Ermittlung allgemein anerkannter moralischer Normen akzeptieren solle. Dieses Problem hat Kant offenbar auch gesehen und dargelegt, dass er es nicht zeigen könne. Das Verfahrensprinzip zum Auffinden allseits akzeptierter, objektiver moralischer Normen nach dem kategorischen Imperativ hänge deshalb laut Hoerster „in der Luft“.

### Abhandlung des Kategorischen Imperativs bei Kant
- Grundlegung zur Metaphysik der Sitten (1785)
- Kritik der praktischen Vernunft (1788)

### Sekundärliteratur
Philosophiebibliographie: Immanuel Kant – Zusätzliche Literaturhinweise zum Thema
- D. Copp: The ‘Possibility’ of a Categorical Imperative: Kant’s Groundwork, Part III. 1992.
- A. Dymek: „Kants hypothetische und kategorische Imperative“. 2008. www.epubli.de (populärwissenschaftlich, 28 Seiten, Einführung).
- R. K. Gupta: Notes on Kant’s Derivation of the Various Formulae of the Categorical Imperative. In International Journal of Philosophical Studies (Dublin) 5 (1997), S. 383–396.
- Jonathan Harrison: Kant’s Examples of the First Formulation of the Categorical Imperative und The Categorical Imperative. In: Ethical Essays Bd. II. Aldershot 1993, S. 87–99 und 100–104.
- Christoph Horn, Corinna Mieth, Nico Scarano (Hrsg.): Immanuel Kant: Grundlegung zur Metaphysik der Sitten. Suhrkamp, Frankfurt am Main 2007, ISBN 978-3-518-27002-8 (Studienbibliothek; Bd. 2; kommentierte Ausgabe).
- Ralf Ludwig: Kant für Anfänger. Der kategorische Imperativ. Eine Leseeinführung. Deutscher Taschenbuch Verlag, München 1995, ISBN 3-423-30144-9
- Werner Moskopp: Struktur und Dynamik in Kants Kritiken. Kantstudien Ergänzungshefte. De Gruyter, Berlin 2009, ISBN 978-3-11-021232-7
- Herbert James Paton: Der kategorische Imperativ: eine Untersuchung über Kants Moralphilosophie. Berlin 1962, ISBN 978-3-11-005040-0.
- Günther Patzig: Der Kategorische Imperativ in der Ethik-Diskussion der Gegenwart. In: Günther Patzig (Hrsg.): Ethik ohne Metaphysik. 2. Auflage. Göttingen 1983, ISBN 978-3-525-33493-5, S. 148–171.
- A. Pieper: Wie ist ein kategorischer Imperativ möglich? in: O. Höffe (Hrsg.): Grundlegung zur Metaphysik der Sitten.
- T. W. Pogge: The Categorical Imperative, in: O. Höffe (Hrsg.): Grundlegung zur Metaphysik der Sitten; auch in: Paul Guyer (Hrsg.): Kant’s Groundwork of the Metaphysics of Morals: Critical Essays. Lanham, MD: Rowman & Littlefield Publishers, Inc., 1998, S. 189–214.
- Christian Schnoor: Kants kategorischer Imperativ als Kriterium der Richtigkeit des Handelns. Tübingen: J.C.B. Mohr (Paul Siebeck), 1989.
- Dieter Schönecker und Allen W. Wood: Kants „Grundlegung zur Metaphysik der Sitten“. Ein einführender Kommentar, Paderborn: Schöningh (UTB), 2004.
- Peter J. Steinberger: The Standard View of the Categorical Imperative. Kant-Studien 90 (1999), S. 91–99.
- Ph. Stratton-Lake: Formulating Categorical Imperatives. Kant-Studien 84 (1993), S. 317–340.
- A. W. Wood: Kant’s Ethical Thought. Cambridge University Press, 1999.
- G. Yaffe: Freedom, Natural Necessity and the Categorical Imperative. Kant-Studien 86 (1995), S. 446–458.